# Arne Berg
Axel Arne Berg (født 3. december 1909 i Årsta, død 15. februar 1997 i Ösmo) var en svensk cykelrytter, som deltog i to olympiske lege i 1930'erne.
Berg deltog i landevejsløb og vandt bronzemedalje ved OL 1932 i Los Angeles som del af det svenske hold i holdkonkurrencen i landevejscykling. Holdløbet fandt sted sammen med det individuelle løb, hvor tiderne for de tre bedste fra hver nation blev anvendt. Bedste svensker var Bernhard Britz, der vandt bronze individuelt, mens Sven Höglund sluttede som nummer otte og Arne Berg som nummer tyve. Løbet blev afviklet som enkeltstart på 100 km, og Bergs tid blev 2.37.58,0.
Han deltog desuden i OL 1936 i Berlin, hvor landevejsløbet for første gang blev kørt med samlet start. Berg kom officielt på en delt 16. plads i det individuelle løb, men arrangørerne havde problemer med at afgøre placeringerne for rytterne efter nummer 15, så derfor er hans placering usikker. Igen blev holdløbet afgjort ved samme løb, denne gang med de fire bedste ryttere for hver nation. Da Berg var den eneste af svenskerne, hvis tid blev registreret, og en af holdets fire ryttere desuden blev diskvalificeret, opnåede svenskerne sammen med langt størstedelen af de øvrige nationer (kun fem nationer opnåede placeringer).
Arne Berg var en af de mest markante svenske cykelryttere i begyndelsen af 1930'erne, hvor han vandt flere svenske mesterskaber, specielt i enkeltstart. Han blev desuden nordisk mester i 1934 i både enkeltstart og samlet start, og i 1933 vandt han Sexdagarsloppet, hvor han blev nummer to i 1935.
Efterkarrieren arbejdede han som mekaniker.